# Benjamin Barber
Benjamin R. Barber, född den 2 augusti 1939 i New York, död den 24 april 2017 i New York, var en amerikansk politisk teoretiker och författare. Han argumenterade för en decentraliserad deltagardemokrati, genom ett aktivt civilsamhälle.
Bland hans böcker finns Strong Democracy (1984) Jihad vs.McWorld (1995) och If Mayors Ruled the World (2013).
Barber argumenterade (bland annat i ett TED-talk från 2013) för att städer är unikt lämpade att sköta global politik.
Han har arbetat med politiska organisationer i stora delar av världen, och varit rådgivare åt bland andra Bill Clinton och Howard Dean. Han har också arbetat i Libyen som rådgivare åt Saif Gaddafi och Muammar Gaddafi.
Barber dog 2017 i bukspottkörtelcancer.